# Gunnar Thyrestam
Olof Gunnar Thyrestam, född 11 oktober 1900 i Gefle församling, Gävleborgs län, död 23 februari 1984 i Gävle Heliga Trefaldighets församling, Gävleborgs län, var en svensk tonsättare, kyrkomusiker och musiklärare.

## Biografi
Thyrestam studerade vid Stockholms musikkonservatorium 1925–1930, avlade organistexamen 1927, kyrkosångarexamen 1928 och musiklärarexamen 1929. Han studerade även vid musikkonservatoriet i Potsdam samt var organist och musiklärare i Sandviken 1930–1938, organist i Ljusnarsbergs församling 1938–1955 och var kyrkomusiker i Heliga Trefaldighets kyrka i Gävle från 1955.
Thyrestam var en produktiv tonsättare av främst kyrkomusik, men även profan musik, bland annat folkmålsoperan Mistingshälla. Han skrev påfallande många orgelkonserter (minst 18 stycken) - i hans fall, verk för orgel solo i de flesta fall. Hans tonsättningar finns bland annat representerade i Den svenska psalmboken 1986 med två verk (nr 156 och 296) (samt den första tonsättningen till nr 255). Ett av hans större verk var ett Te Deum för kör och orkester, framfört vid Kyrkosångsfesten i Göteborg 1953.
Thyrestam blev hedersledamot av Gästrike-Hälsinge nation i Uppsala 1961, invaldes i Kungliga Musikaliska Akademien 1962 som associée och överfördes 1971 till ordinarie ledamot. Han tilldelades Svenska kyrkosångarförbundets stora guldmedalj och Gävle stads kulturpris. Thyrestam är begravd på Gamla kyrkogården i Gävle.

## Verklista

### Orgelverk
- Preludium och fuga i e
- Preludium och fuga nr 3 i b
- Fantasia sacrae del I, häfte om vartdera sju satser för liten orgel
- Fantasia sacrae del II
- Fantasia sacrae del III
- Fantasia sacrae del VI
- Fantasia sacrae del IV-V
- Fantasia sacrae Del VII-VIII
- Fantasia sacrae del IX-X
- Ludium organicum del I (förspel till svenska koralboken)
- Ludium organicum del II
- Ludium organicum del III
- Invention
- Cantus Dalecarlica
- Canto
- Meditationer vid dagens slut
  - Andantino
  - Semplice
  - Cantabile
  - Con moto, ma non troppo
  - Andante
- Toccata
- Sex folktonskoraler
- Sequita Bornholmiensis
- Nenia alla corale
- Pastorale
- Hymnus organi, orgelkonsert nr 2. 1969.
- Musica retabulo coram (kring en altartavla), orgelkonsert nr 7 med sopransolo
- Impression a Notre Dame de Paris, orgelkonsert nr 9
- Tripartita in C

### Pianoverk
- Från ljusnarsbergs Bergslagen, en bergslagssvit

## Psalmer
- Alla har brått (1986 nr 255) tonsatt en första version 1958 [5]
- De trodde att Jesus var borta (1986 nr 156) tonsatt 1957. [5]
- Välsigna, Herre, vad du ger (1986 nr 296) tonsatt 1957, 6 år före textens tillkomst